# Jasidih
Jasidih är en ort i Indien.   Den ligger i distriktet Deoghar och delstaten Jharkhand, i den östra delen av landet, 1 000 km öster om huvudstaden New Delhi. Jasidih ligger 272 meter över havet och antalet invånare är 16 338.
Terrängen runt Jasidih är platt. Runt Jasidih är det tätbefolkat, med 982 invånare per kvadratkilometer. Närmaste större samhälle är Deoghar, 6,0 km öster om Jasidih. Trakten runt Jasidih består till största delen av jordbruksmark.